# روماريك يابي
روماريك يابي (بالفرنسية: Romaric Yapi) هو لاعب كرة قدم فرنسي في مركز الدفاع، ولد في 13 يوليو 2000 في فرنسا. لعب مع برايتون أند هوف ألبيون.

## وصلات خارجية
- روماريك يابي على موقع قاعدة بيانات كرة القدم.إي يو (الإنجليزية)
- روماريك يابي على موقع Soccerbase.com (لاعب) (الإنجليزية)
- روماريك يابي على موقع Soccerway.com (الإنجليزية)
- روماريك يابي على موقع عالم كرة القدم.نت (الإنجليزية)